# Taiyue Shan
Taiyue Shan är en bergskedja i Kina. Den ligger i provinsen Shanxi, i den norra delen av landet, omkring 130 kilometer sydväst om provinshuvudstaden Taiyuan.
Taiyue Shan sträcker sig 106 km i sydvästlig-nordostlig riktning. Den högsta toppen är Niujiao'an, 2 462 meter över havet.
Topografiskt ingår följande toppar i Taiyue Shan:
- Huo Shan
- Niujiao'an

Genomsnittlig årsnederbörd är 722 millimeter. Den regnigaste månaden är juli, med i genomsnitt 248 mm nederbörd, och den torraste är december, med 4 mm nederbörd.